# Accordi SALT
Il SALT - Strategic Arms Limitation Talks ("Negoziati per la limitazione delle armi strategiche") venne siglato tra Unione Sovietica e USA negli anni settanta in due turni:
- SALT I 1969-1972
- SALT II 1972-1979

## Considerazioni preliminari
Gli accordi SALT sono figli di quel periodo di distensione che si sviluppa a seguito della risoluzione di molte situazioni critiche, quali ad esempio la crisi di Berlino del 1961 o la crisi dei missili di Cuba, in linea generale a partire dal 1963.
In questo contesto è necessario osservare come la dottrina della rappresaglia massiccia portata avanti da Dulles, Segretario di Stato americano durante la presidenza Eisenhower, avesse ceduto il passo alla dottrina della cosiddetta risposta flessibile di McNamara, segretario della Difesa durante la presidenza Kennedy e Johnson. In realtà tale mutamento di direzione della politica diplomatico-militare di parte statunitense era espressamente collegata al problema della distruzione mutua assicurata, la teoria secondo la quale entrambe le superpotenze sarebbero uscite annientate da un eventuale conflitto nucleare.
Non va poi certo dimenticato il peso crescente dell'opinione pubblica che oramai, venuta a conoscenza dei danni alla salute provocati dal fallout nucleare e dalla conseguente contaminazione radioattiva, iniziava a premere insistentemente sulle amministrazioni affinché si limitasse il numero (peraltro esorbitante, in quegli anni) di esperimenti nucleari.
Le convergenze delle amministrazioni sovietica e statunitense non tardarono a mostrare i loro frutti e il 5 agosto 1963 fu raggiunto un accordo tra Regno Unito, USA e Urss per la limitazione dei test nucleari nell'atmosfera (Limited Test Ban Treaty).
A seguire, sempre in relazione alle questioni già citate, si raggiunse, il 27 gennaio 1967, un accordo per disciplinare -nel senso di proibire- l'uso di armamenti nucleari nello spazio, sulla luna e su altri corpi celesti. Sembra si parli, in questo contesto, di vera e propria fantascienza ma non va assolutamente dimenticato il fatto che in quegli anni la corsa verso la conquista dello spazio era nella sua fase più viva e che probabilmente le superpotenze speravano di dare un carattere di continuità a tutti quei progetti che, nella prima fase del loro sviluppo, avevano portato al raggiungimento di importanti traguardi, e che due anni dopo, nel 1969, avrebbero permesso all'uomo di mettere piede sulla Luna.
Nel luglio dell'anno successivo, il 1968, si arrivò al trattato di non proliferazione nucleare (TNP). Si trattò di un accordo che suscitò molto scalpore e gettò le basi per l'incrinarsi dei rapporti all'interno dei due blocchi: tra la Francia, che stava ancora cercando di portare avanti il suo progetto di costruzione della force de frappe, e gli Stati Uniti e tra la Cina Popolare e l'Unione Sovietica. L'accordo, firmato da Regno Unito, USA e Urss il 1º luglio 1968, proibiva agli stati firmatari "non-nucleari" (ovvero che non possiedono armi nucleari) di procurarsi tali armamenti e agli stati "nucleari" di fornire loro tecnologie nucleari belliche.
Tali accordi costituirono le basi per il raggiungimento degli accordi SALT.

## Gli accordi SALT
Si è osservato come gli accordi SALT fossero generati dall'evolvere di una serie di situazioni contingenti che avevano dato alle discussioni sulla limitazione dell'uso bellico dell'energia atomica carattere preponderante rispetto ad altre questioni internazionali.
Sin dal gennaio 1967 il presidente statunitense Johnson aveva lanciato appelli all'Unione Sovietica perché fosse raggiunto un accordo sulla limitazione degli armamenti nucleari. I negoziati avrebbero poi preso il nome di SALT o Strategic Armaments Limitation Talks (si consideri che il sostantivo "SALT" in lingua inglese è tradotto con "SALE", si tratta di un gioco di parole per sottolineare il clima non estremamente tranquillo in cui si sarebbero svolte le discussioni). In realtà i sovietici non andarono mai oltre una generica risposta positiva e fu solo dopo la firma degli accordi TNP che essi accettarono l'invito statunitense.
Dopo una lunga serie di incontri a carattere esclusivamente tecnico, il presidente statunitense Nixon si recò a Mosca nella prima visita che un Presidente Usa avesse mai compiuto nella capitale, dal 22 al 30 maggio 1972, e il 26 ebbe luogo la firma degli accordi SALT: non si poteva ancora parlare di disarmo ma solo di regolamentazione delle forze. Poco, ma sempre meglio che una gara senza freni.